# U–161
Az U–161 tengeralattjárót a német haditengerészet rendelte a brémai Deutsche Schiff und Maschinenbau AG-től 1939. szeptember 25-én. A hajót 1941. július 8-án állították szolgálatba. Hat harci küldetése volt, amelyek során 13 hajót elsüllyesztett, hetet megrongált.

## Pályafutása

### Első őrjárat
Az U–161 első harci küldetésére 1942. január 3-án futott ki Kielből, kapitánya Albrecht Achilles volt. A járőrút sikertelenül végződőtt, a búvárhajó január 15-én kikötött a franciaországi Lorient-ban.

### Második őrjárat
A következő útra 1942. január 24-én indult a tengeralattjáró. Átszelte az Atlanti-óceánt, nagyjából egy hónapon át a Karib-tengeren vadászott. Öt hajót elsüllyesztett, négyet megrongált, amivel 58 ezer 544 bruttó regisztertonnányi kárt okozott a szövetségeseknek.
Február 19-én az U–161 két torpedót lőtt a trinidadi Port of Spainben horgonyzó hajókra. Az egyik a brit British Consul tankert, a másik az amerikai Mokihana gőzöst találta el. A hajók lesüllyedtek a sekély vízben, de később mindkettőt kiemelték, megjavították, és ismét szolgálatba állították.
Február 21-én a Circe Shell brit tanker levált az ON–60-as konvojról. Kevéssel este negyed tíz előtt a tengeralattjáró két torpedót lőtt ki rá 30 kilométerre nyugat-északnyugatra Port of Spaintől. A tanker a súlyos károk ellenére úszóképes maradt, és mivel három repülő érkezett a térségbe, az U–161-nek késő éjszakáig várnia kellett, hogy megadhassa a kegyelemdöfést. A harmadik torpedó becsapódása után a Circe Shell gyorsan süllyedt. Az 58 tagú legénységből egy tengerész meghalt, a többieket a Busy vontató mentette ki.
Két nappal később az U–161 megtorpedózta a kíséret nélkül hajózó amerikai Lihue gőzöst, amely 5000 tonna általános rakománnyal és hadfelszereléssel New Yorkból, Trinidad érintésével, a Perzsa-öbölbe tartott. A találat után a tengeralattjáró felemelkedett, és fedélzeti fegyveréből több lövést adott le, amelyet a gőzös tüzérei viszonoztak. A búvárhajó további két torpedót lőtt a kereskedelmi hajóra, amelyet legénysége később elhagyott. A HMCS Prince Henry egy különítményt vitt a helyszínre, hogy megpróbálják megmenteni a Lihuét, de nem jártak sikerrel, mert a gőzös hullámsírba merült.
A tengeralattjáró következő áldozata a dél-afrikai bálnafeldolgozó, az Uniwaleco lett. Március 7-én az U–161 két torpedót lőtt a 8800 tonna fűtőolajjal Freetown felé haladó hajóra, de csak az egyik talált. A hajó irányíthatatlanná vált, de nem süllyedt el, ezért az U–161 ismét megtorpedózta. Az Uniwaleco kettétört, és három perc alatt elsüllyedt. Az 51 fős legénység 18 tagja meghalt.
Három nappal később az U–161 két torpedót lőtt a Saint Lucia Port Castries nevű kikötőjében horgonyzó hajókra. Az első torpedó a Lady Nelsont találta el, amely kigyulladt, és lesüllyedt a sekély vízben. A második lövedék a Umtata brit gőzösbe csapódott. Később mindkét hajót sikerült kiemelni, és forgalomba állítani.
Március 14-én a bauxitot szállító kadai Sarniadoc lett az U–161 áldozata. A torpedótalálat következtében a kazán felrobbant, és a hajó 30 másodperc alatt elsüllyedt, hullámsírba rántva a fedélzetén tartózkodó 21 embert. Másnap a tengeralattjáró fedélzeti fegyvereivel elsüllyesztette a USCGC Acacia nevű fegyvertelen hajót, amely a világítótornyokat szolgálta ki. Az U–161 ezután visszatért Európába.

### Harmadik őrjárat
Az U–161 1942. április 28-án futott ki Lorient-ból harmadik harci küldetésére. A Karib-tengeren két hajót elsüllyesztett, egyet teljesen használhatatlanná tett. Összesen 9500 bruttó regisztertonna vízkiszorítású szövetséges hajót semmisített meg.
Június 16-án megállásra kényszerített egy mindössze harminc tonnás dominikai vitorlást, majd miután a legénységet fedélzetére vette, elsüllyesztette a Nueva Altagraciát. Másnap egy újabb vitorlást, a Comerciót állította meg a búvárhajó. A németek gyümölcsöt vételeztek, majd a Nueva Altagracia legénységét átküldték a Comercióra, és eleresztették a vitorlást.
Július 3-án az U–161 a Costa Rica-i Puerto Limónban horgonyzó San Pablót torpedózta meg. A panamai hajót éppen rakodták, és a beömlő víz 23 kikötői munkást ölt meg a rakterekben. Később a hajót kiemelték, és Tampába szállították javításra, de helyette vízi célpontként egy gyakorlaton elsüllyesztették a Pensacola-szorosban.
Az őrjárat utolsó áldozata az amerikai Fairport volt, amely az AS–4 konvoj tagjakánt New Yorkból Szuez felé haladt, rakterében nyolcezer tonna hadi felszereléssel és harckocsikkal. A búvárhajó július 16-án délután, 750 kilométerre a Virgin-szigetektől északra csapott le a gőzösre. A Fairportot két találat érte, az egyik robbanás tíz méter hosszú, nyolc méter széles léket ütött a hajótesten. Öt perccel a becsapódás után a teljes legénység elhagyta a süllyedő teherszállítót. Később a USS Kearny halászta ki őket a vízből, miután mélységi bombákat dobott a tengeralattjáró feltételezett tartózkodási helyére.

### Negyedik őrjárat
1942. szeptember 19-én a búvárhajó ismét kifutott Lorient-ból. Afrika nyugati partjainál, majd Brazíliától északkeletre cserkészett. Három hajót elsüllyesztett, kettőt megrongált, bruttó regisztertonnában ez kifejezve: 26 895.
Az U–161 Francia Egyenlítői-Afrika, a mai Kongói Demokratikus Köztársaság partjai előtt hat torpedót lőtt a HMS Phoebe brit könnyűcirkálóra. Két torpedó talált, de a hadihajónak sikerült partot érnie. A cirkáló csak 1943-ban állhatott ismét szolgálatba.
A tengeralattjáró november 8-án a mai Ghána partjainál az ST-40-es konvojt támadta. Első torpedója elsüllyesztette a West Humhaw nevű amerikai kereskedelmi hajót, amely kétezer tonna kenőolajat és 3915 tonna általános rakománnyal Lagosba tartott. A második torpedó a brit Benaldert találta el, amely katonai felszereléssel hajózott Takoradi felé. A gőzös megállt, és ezután egy újabb torpedó találta el, amelyet ötezer méteres távolságból indított az U–161. A hajó nem süllyedt el, és másnap sikerült kikötőbe vontatni.
November 29-én a tengeralattjáró nagyjából Afrika és Dél-Amerika között félúton elsüllyesztette a holland Tjileboetot, amely leszakadt az ON–145 konvojról. A lőszert is szállító hajó a torpedótalálattól felrobbant, és a detonáció olyan nagy volt, hogy a szétrepülő törmelékek egy része az ezer méterrel távolabb úszó U–161 körül hullott le. A teljes legénység, 62 ember odaveszett.
December 12-én a brit Ripley következett, amely kilencezer tonna pálmaolajjal, mahagónival és kaucsukkal az Egyesült Királyságba tartott. A hajó a brazil partok előtt haladt, amikor a torpedók elsüllyesztették. Valamennyi tengerésze túlélte a támadást.

### Ötödik őrjárat
Következő szolgálatára 1943. március 13-án Lorient-ból futott ki a tengeralattjáró. Átszelte az Atlanti-óceánt, és az Egyesült Államok északkeleti partjai előtt vadászott szövetséges hajókra. Nyolcvanhét napot töltött vízen, és ez alatt csak egy kis hajót, a 255 tonnás kanadai vitorlást, az Angelust sikerült hullámsírba küldenie. A tízfős legénységet engedték mentőcsónakba szállni, de közülük nyolcan meghaltak, mire öt nap múlva megtalálta őket a USS Turner.

### Hatodik őrjárat
Az U–161 1943. augusztus 8-án futott ki utolsó harci küldetésére. Az Egyenlítő alatt, Brazília partjainál vadászott. Két hajót (10 470 brt) sikerült elsüllyesztenie.
Szeptember 23-án a tengeralattjáró megtorpedózta a kíséret nélkül hajózó St. Usk-ot. A teljes legénység elhagyta a hajót. A németek kihallgatták a brit tiszteket, adtak nekik némi ellátmányt, és a tengeralattjáró hajóorvosa ellátta az egyik sérült lövegkezelőt. Az U–161 a hajó kapitányát magával vitte, és később ő is elpusztult a búvárhajóval együtt. Az U–161 utolsó áldozata a brazil Itapagé volt, amelyet szeptember 26-án süllyesztett el. A fedélzeten tartózkodó 107 emberből 22 meghalt.

### A hajó pusztulása
Az U–161-et 1943. szeptember 27-én érte utol a végzete, amikor Salvador de Bahiától keletre egy amerikai Martin PBM Mariner típusú repülőcsónak mélységi bombákkal megsemmisítette. A fedélzeten tartózkodó 53 ember életét vesztette.

## Kapitányok
| Név               | Kezdőnap          | Zárónap              |
| ----------------- | ----------------- | -------------------- |
| Hans-Ludwig Witt  | 1941. július 8.   | 1941. november 30.   |
| Hans-Ludwig Witt  | 1941. december 1. | 1941. december 31.   |
| Albrecht Achilles | 1942. január 1.   | 1943. szeptember 27. |

## Őrjáratok
| Indulás | Indulónap            | Érkezés | Zárónap              |
| ------- | -------------------- | ------- | -------------------- |
| Kiel    | 1942. január 3.      | Lorient | 1942. január 15.     |
| Lorient | 1942. január 24.     | Lorient | 1942. április 2.     |
| Lorient | 1942. április 28.    | Lorient | 1942. augusztus 7.   |
| Lorient | 1942. szeptember 19. | Lorient | 1943. január 9.      |
| Lorient | 1943. március 13.    | Lorient | 1943. június 7.      |
| Lorient | 1943. augusztus 8.   | *       | 1943. szeptember 27. |

* A hajó nem érte el út célját, elsüllyesztették

## Elsüllyesztett és megrongált hajók
| Dátum                | Hajó neve        | Nemzetisége             | Brt  | Konvoj |
| -------------------- | ---------------- | ----------------------- | ---- | ------ |
| 1942. február 19.    | British Consul*  | Egyesült Királyság      | 6940 |        |
| 1942. február 19.    | Mokihana*        | Egyesült Államok        | 7460 |        |
| 1942. február 21.    | Circe Shell      | Egyesült Királyság      | 8207 | ON–60  |
| 1942. február 23.    | Lihue            | Egyesült Államok        | 7001 |        |
| 1942. március 7.     | Uniwaleco        | Dél-afrikai Köztársaság | 9755 |        |
| 1942. március 10.    | Umtata*          | Egyesült Királyság      | 8141 |        |
| 1942. március 10.    | Lady Nelson*     | Kanada                  | 7970 |        |
| 1942. március 14.    | Sarniadoc        | Kanada                  | 1940 |        |
| 1942. március 15.    | USCGC Acacia**   | Egyesült Államok        | 1130 |        |
| 1942. június 16.     | Nueva Altagracia | Dominikai Köztársaság   | 30   |        |
| 1942. július 3.      | San Pablo        | Panama                  | 3305 |        |
| 1942. július 16.     | Fairport         | Egyesült Államok        | 6165 |        |
| 1942. október 23.    | HMS Phoebe***    | Egyesült Királyság      | 5450 |        |
| 1942. november 8.    | Benalder*        | Egyesült Királyság      | 5161 | ST–40  |
| 1942. november 8.    | West Humhaw      | Egyesült Államok        | 5527 | ST–40  |
| 1942. november 29.   | Tjileboet        | Hollandia               | 5760 | ON–145 |
| 1942. december 12.   | Ripley           | Egyesült Királyság      | 4997 |        |
| 1943. május 19.      | Angelus          | Kanada                  | 255  |        |
| 1943. szeptember 20. | St. Usk          | Egyesült Királyság      | 5472 |        |
| 1943. szeptember 26. | Itapagé          | Brazília                | 4998 |        |

* A hajó nem süllyedt el, csak megrongálódott

** Elsüllyesztett hadihajó

*** Hadihajó, amely csak megrongálódott